# 二月三十 (電影)
《二月三十》，是1995年上映的一部香港恐怖鬼片，由高林豹、錢昇瑋執導，錢昇瑋、鄺文偉監製，黃子華、陳淑蘭、林保怡、黃秋生主演。

## 劇情
圍繞警員陳查禮（黃子華 飾）身邊發生的故事，分為兩個單元

第一單元：《眷戀》

第二單元：《別戀》

## 演員表
主要角色：
| 演員   | 角色                                 |
| 黃子華 | 陳查禮                               |
| 苑瓊丹 | 鄧小蓮 細蓮（陳查禮專稱） 單戀陳查禮 |
| 羅蘭   | 陳查禮之母                           |

第一單元：《眷戀》
| 演員   | 角色 |
| 陳淑蘭 | 潘家詩 陳查禮之友 林宏俊之未婚妻                                                                               |
| 陳啟泰 | 林宏俊 潘家詩之未婚夫 廣東清遠交通意外而死，但找不到屍體，死後一個月變成殭屍回港照顧潘家詩，但必須吸血維持生命 |
| 梁思敏 | 潘家詩之友 |
| 文雋   | 公安 負責處理林宏俊案件                                                                                        |
| 梁佩瑚 | 客串 婚紗店顧客                                                                                                |
| 連凱   | 客串 婚紗店顧客                                                                                                |

第二單元：《別戀》
| 演員   | 角色 |
| 林保怡 | 李文杰 綽號:杰撻撻 何美英之夫，與之關係不好 貨車司機，一年前因交通意外而死 靈魂附身於邵志理軀體                              |
| 劉美娟 | 何美英 李文杰之妻，與之關係不好 李文杰意外當日曾刻意弄壞貨車，但並非要殺害李文杰而是希望他能放假一天和女兒一同往海洋公園遊玩 |
| 未明   | 雯雯 李文杰、何美英之女兒 李文杰意外當日嚷著要前往海洋公園遊玩                                                               |
| 黃秋生 | 邵志理 Raymond Jessica之夫 交通意外前與其妻子同為變態殺人魔，交通意外後軀體被李文杰靈魂無意中奪舍                            |
| 童愛玲 | Jessica 邵志理之妻 變態殺人魔                                                                                                |
| 吳妙儀 | Angel 醫院護士 |

## 電影歌曲
主題曲：
| 歌名               | 演唱者 | 作曲／編曲                | 填詞   |
| 〈讓愛加一點放恣〉 | 夢     | 作曲：韋啟良 編曲：韋啟良 | 許少榮 |

曲：
| 歌名           | 演唱者 | 作曲／編曲                | 填詞   |
| 〈願你仍是你〉 | 夢     | 作曲：韋啟良 編曲：韋啟良 | 許少榮 |

## 獎項
| 年份   | 頒獎典禮                  | 獎項           | 名字   | 結果 |
| ------ | ------------------------- | -------------- | ------ | ---- |
| 1995年 | 第2屆香港電影評論學會大獎 | 「推薦電影」   |        | 獲獎 |
| 1996年 | 第15屆香港電影金像獎      | 「最佳男配角」 | 黃子華 | 提名 |

## 軼事
- 此電影中黃子華飾演的陳查禮似乎與1997年電影猛鬼通宵陪住你中的陳查禮是同一角色。